# Windows 10X
O Windows 10X é uma edição cancelada do Windows 10, um grande lançamento da série de sistemas operacionais Microsoft Windows. Anunciado pela Microsoft em 2 de outubro de 2019, ele foi inicialmente desenvolvido como um sistema operacional para oferecer suporte a dispositivos de tela dupla, como o ainda não lançado Surface Neo. O lançamento do 10X estava previsto para 2020, mas a Microsoft anunciou posteriormente que o projeto havia sido cancelado em maio de 2021. No entanto, alguns recursos e mudanças de design do 10X foram integrados ao Windows 11 mais recente. Embora o sistema operacional tenha sido originalmente projetado para dispositivos de tela dupla, o Windows 10X mudou seu alvo para dispositivos de tela única em 2020 devido à crescente demanda por computadores tradicionais devido à pandemia de COVID-19.

## Características

### Adições e mudanças
O Windows 10X introduziu grandes mudanças no shell do Windows, abolindo componentes legados em favor de novas experiências do usuário e segurança aprimorada, bem como algumas mudanças de design notáveis, que foram integradas ao Windows 11:
- A barra de tarefas foi centralizada. Ele tinha 3 tamanhos diferentes: pequeno, destinado a computadores de mesa controlados por mouse, e médio e grande, destinados a computadores sensíveis ao toque[5]
- A barra de tarefas foi ocultada automaticamente e era possível clicar/tocar para ser exibida.
- Novo menu Iniciar: a Microsoft redesenhou o menu Iniciar com foco na produtividade, com a caixa de pesquisa agora no topo em vez de na barra de tarefas como em outras edições do Windows 10, bem como uma seção de aplicativos fixados que é a sucessora dos Live Tiles de outras edições do Windows 10 e 8.
- O Centro de Ações foi renomeado para “Configurações Rápidas” e recebeu um novo design.[6] Os controles de rede/Internet, controles de volume e opções de energia foram movidos para Configurações rápidas. Também existia uma área para verificar notificações e controlar a reprodução de música de um aplicativo específico.
- As bordas das janelas eram arredondadas.
- A configuração pronta para uso foi atualizada para se adequar melhor à nova interface de usuário do 10X, com um design mais moderno e sem a Cortana sendo mais um recurso integrado.
- A interface padrão usava um tema mais claro do que escuro.
- Melhorias no Windows Update: O método Windows Update foi aprimorado para ser concluído mais rapidamente. As atualizações de recursos eram instaladas automaticamente em segundo plano e deveriam reinicializar somente quando necessário.
- Segurança aprimorada: o 10X introduziu um novo sistema de segurança chamado “Separação de Estado”; em vez de instalar todos os arquivos (incluindo os do usuário, do sistema, dos aplicativos, etc.) em uma única partição acessível, o que permitiu que invasores e malware acessassem facilmente os arquivos do sistema, o 10X instalou o sistema, o aplicativo e outros arquivos importantes em uma partição somente leitura, deixando os arquivos do usuário em uma partição separada e acessível. Portanto, os usuários e aplicativos só podem acessar arquivos na partição do usuário.

## Cancelamento
Em maio de 2021, a Microsoft anunciou que o 10X foi cancelado, mas novos recursos e mudanças de design seriam integrados a outros produtos da Microsoft (como o Windows 11).